# ملحاء عصوية سمكية
ملحاء عصوية سمكية (الاسم العلمي:Halobacterium piscisalsi) هي نوع من العتائق تتبع جنس الملحاء العصوية من فصيلة الملحائية العصوية.